# Giovanni Pietro Bellori
Giovanni Pietro Bellori ou Giovan Pietro Bellori, né le 15 janvier 1613 à Rome et mort le 19 février 1696 dans la même ville, est un archéologue, conservateur des Antiquités de Rome, historien, critique d'art et biographe italien. Il est le théoricien du Beau idéal.

## Biographie
Giovanni Pietro Bellori est le fils de Giacomo Bellori et Artemisia Giannotti. Il est le pupille et l'élève de l'antiquaire, collectionneur et écrivain Francesco Angeloni. Il est présenté comme étant son neveu, bien que ce lien familial n’ait jamais pu être prouvé. L'attention singulière d'Angeloni pour un simple fils de paysan, le prénom même de Bellori (Giovanni Pietro, le prénom du père d'Angeloni), ont pu laisser penser que Bellori était en fait le fils naturel d'Angeloni. Angeloni a réuni dans sa demeure romaine - qu’il nomme lui-même le Museo Angelonio - une collection de tableaux et de dessins (notamment les dessins d’Annibale Carrache pour le décor de la galerie du palais Farnèse), de sculptures classiques et de médailles antiques mais aussi des calligraphies orientales. Bellori y rencontre des artistes proches d'Angeloni, comme  Le Dominiquin, Nicolas Poussin, Andrea Sacchi, et des érudits comme Vincenzo Giustiniani et Giovanni Battista Agucchi.
Il se destine d’abord à devenir peintre. D’après le père Sebastiano Resta, il est l’élève du Dominiquin. Il choisit cependant une autre voie, celle de l’étude de l’art et de l’archéologie. Son premier texte littéraire est une préface à un recueil de lettres écrites par Francesco Angeloni, lorsqu'il était au service du cardinal Ippolito Aldobrandini.
À la demande du poète Ottavio Tronsarelli, Bellori compose le poème Alla Pittura, qui sert d'introduction aux Vite de Giovanni Baglione, publiées en 1642.
Francesco Angeloni publie en 1641 son œuvre principale, la Historia Augusta Da Giulio Cesare infino a Constantino il Magno. L’ouvrage est vivement attaqué par Tristan de Saint-Amant dans la deuxième édition de ses Commentaires historiques. Bellori prend la défense d’Angeloni dans le pamphlet écrit en 1649 (et publié anonymement) il Bonino.
En 1664, Bellori publie Nota delli musei, librerie, galerie et ornamenti di statue e pitture ne' palazzi, nelle case e ne' giardini di Roma . Il y détaille les trésors archéologiques de Rome. La même année, il prononce devant l’Académie Saint-Luc de Rome (Accademia romana di San Luca) une conférence dont le thème est l’Idéal dans l’art : L'Idea del pittore, dello scultore e dell'architetto scelta dalle bellezze naturali superiore alla Natura.
Le 31 mai 1670, le pape Clément X nomme Giovanni Pietro Bellori commissaire pour les antiquités (Commissario delle Antichità).

### La publication desVite
En 1672, Bellori se décide à publier, après trente ans de travail, ses Vies des peintres, sculpteurs et architectes modernes (Vite de' pittori, scultori e architecti moderni). Bellori reprend le texte de la conférence de 1664 sur l'idéal comme préface. « Il avait fait du concept d’idéal, écrivait Francis Haskell, son principal critère de jugement. Après la Renaissance, l’art avait dégénéré en une sorte de maniérisme absurde et n’avait dû son salut qu’à Annibale Carrache et à ses disciples bolonais.» Pour Bellori, l’artiste doit imiter la nature, mais il doit la corriger en suivant l‘idée de la beauté (idea del bello) qui se forme en son esprit. C’est pourquoi Bellori condamne le maniérisme, qui s’est éloigné de la nature : « Les artistes, abandonnant l‘étude de la nature ont vicié l‘art par la manière ou plutôt par une conception fantasque, fondée sur le savoir-faire et non sur l’imitation. » Mais Bellori condamne également Caravage (et le caravagisme) pour son naturalisme : « Puisque le Caravage avait rabaissé la majesté de l’art (maestà dell'arte), chacun prit des libertés avec lui, et il s’ensuivit le mépris pour les belles choses et pour l’autorité de l’antique et de Raphaël ».
En 1673, paraît Colonna Traiana eretta dal Senato e Popolo Romano all'Imperadore Traiano. Il s'agit d'une nouvelle édition de l'ouvrage sur la colonne Trajane écrit en 1579 par Alfonso Chacón. Bellori l'a traduit du latin en italien, annoté et en a corrigé les erreurs. Les gravures sont dues à Pietro Santi Bartoli. En 1677, Bellori accepte un poste de bibliothécaire de la reine Christine de Suède, qui s'était installée à Rome (où elle mourut en 1689). En 1678, il est recteur (rettore) de l’Académie Saint-Luc. En 1694, il abandonne son poste de commissaire pour les antiquités pour le laisser à son ami, le peintre et graveur Pietro Santi Bartoli. Il meurt le 19 février 1696. À sa mort il laissa une belle collection d'antiquités, de dessins, d'estampes, qui passa depuis en Allemagne, dans le musée de l'électeur de Brandebourg, et qui est restée dans celui du roi de Prusse.

## Ouvrages

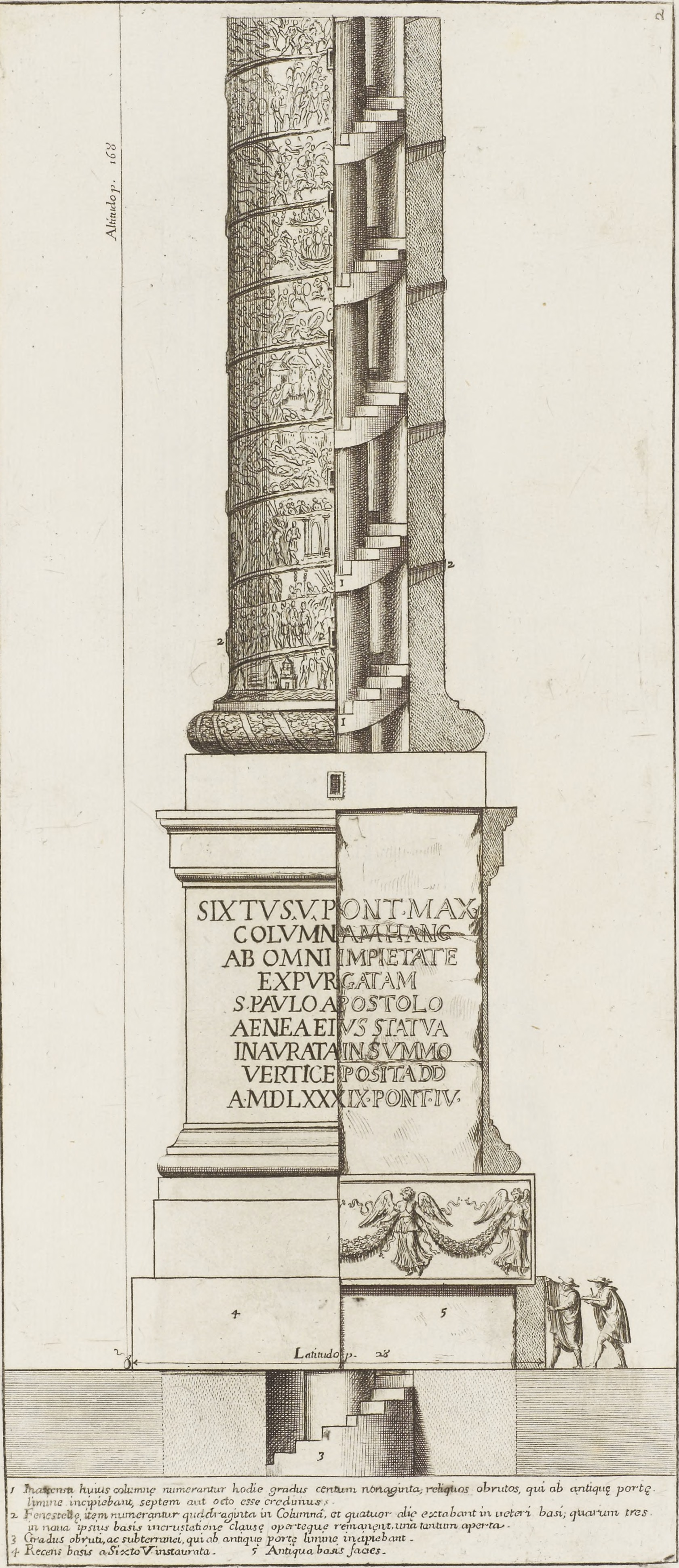
Columna Cochlis M. Aurelio Antonino Augusto dicata, Rome 1704.

- Notæ ad arcum Titi : c’est la première production de Bellori. Elle fut insérée dans un volume intitulé : Icones et Segmenta illustrium e marmore tabularum quæ Romæ extant, 1645, gr. in-fol. L’auteur n’avait alors que vingt-cinq ans, et ses notes ne furent sans doute pas imprimées à Paris, aussitôt qu’il les eut écrites en Italie. Elles se trouvent dans un de ses grands ouvrages, dont il sera parlé plus bas.
- Notæ in numismata tum Ephesiæ, tum aliarum urbium apibus insignita, Rome, 1658, in-4°.
- Le Gemme antiche figurate di Leonardo Agostini, con l’annotazioni del Bellori, Rome, 1re partie 1657 ; 2e partie, 1670, in-4°.
- Vite di pittori, scultori, ed architetti moderni, Rome, in-4°. Ce n’est que la 1re partie de l’ouvrage ; l’édition est soignée, ornée de portraits gravés, et devenue rare. Les vies sont précédées d’un discours intitulé : l’Idea del pittore, scultore ed architetto, prononcé par l’auteur, en 1664, dans l’Accademia di San Luca[12]. Il laissa la 2e partie manuscrite ; on ne croit pas qu’elle ait été imprimée. La 1re a été réimprimée à Naples, sous la rubrique de Rome, 1728, in-4°. Cette édition contient une vie de plus, celle du peintre Luca Giordano ; mais il s’en faut beaucoup qu’elle soit aussi belle et aussi soignée que celle de Rome.
- Fragmenta vestigii veteris Romæ ex lapidibus Farnesianis, nunc primum in lucem edita, cum notis Jo. P. Bellorii, Rome, 1673, in-fol. (édition très-rare) ; ibid., 1682, in-fol.
- Veterum illustrium philosophorum, poetarum, rhetorum, et oratorum Imagines, ex vetustis nummis, gemmis, hermis, marmoribus aliisque antiquis monumentis desumptæ, a Jo. P. Bellorio expositionibus illustrutæ, Rome, 1685 et 1739, in-fol.
- L’Istoria Augusta da Giulio Cesare a Constantino il magno, illustrata da Francesco Angeloni, etc., Rome, 1685, in-fol. Cette seconde édition d’un ouvrage estimé de l’oncle de Bellori est enrichie des corrections posthumes de l’auteur, et d’un supplément des revers de médailles, qui manquaient dans la première édition, tirés du cabinet de la reine Christine, et décrits par Bellori.
- Expositio symbolici deæ Syriæ simulacri, Rome, 1688, in-fol.
- Veteres Arcus Augustorum triumphis insignes, etc., notis Jo. P. Bellorii illustrati, et nunc primum æneis typis vulgati, Rome, 1690, in-fol. gr. : l’auteur y a réimpriiné ses Notæ ad arcum Titi.
- Admiranda Romanarum antiquitatum ac veteris sculpturæ Vestigia a Petro Santi Bartoli delineata, cum notis Jo. P. Bellorii, Rome, 1693, in-fol.
- Descrizione delle imagini dipinte da Raffaello d’Urbino nelle camere del palazzo apostolico Vaticano, di Gio. Pietro Bellori, Rome, 1695, in-fol. On en a donné une seconde édition, considerablement augmentée, Rome, 1751, in-fol. et in-12
- Gli Antichi Sepolcri, ovvero Mausolei Romani ed Etruschi trovati in Roma, etc., raccolti e disegnati da Pietro Santi Bartoli, colle Spiegazioni di Gio. P. Bellori, Rome, in-fol., sans date, réimprimés en 1704.
- Le Pitture antiche delle grotte di Roma e del sepolcro de’ Nasoni, disegnate ed intagliate da P. Santi Barloli, ed illustrate da Gio. P. Bellori, etc., Rome, 1706, in-fol. Cette édition, donnée douze ans après la mort de Bellori, est très-rare, parce qu’il n’en fut tiré que trente-cinq exemplaires, comme on l’apprend dans la Bibliothèque curieuse de David Clément, t. 3, p. 76, note 59. Ce qui regarde le tombeau des Nasons avait été publié par l’auteur, Rome, 1680, in-fol., et cette édition est aussi fort rare ; on en fit une seconde, ibid., 1691, in-fol[13].
- Selecti Nummi duo Antoniniani, quorum primus anni novi auspicia, alter Commodum et Antoninum Cæsares exhibet, Rome, 1672 et 1676, in-8°. La dédicace porte le nom de Bellori, qui n’est pas au frontispice de l’ouvrage.
- Columna Antoniniana notis illustrata, Rome, in-fol., sans date, réimprimée en 1704 ; mais la première édition est surement antérieure à 1679, puisque Bellori publia cette année-là en italien, à Rome, in-4°.
- le Choix des médailles les plus rares de la bibliothèque du cardinal Carpegna, ouvrage auquel Bellori ne mit pas son nom ; seulement dans l’explication de la neuvième médaille, il dit avoir précédemment donné au public la Colonne d’Antonin.
- Le Antiche Lucerne sepolcrali figurate, raccolte dalle cave sotterranee e grotte di Roma, etc., intagliate da P. Santi Barloli, con le osservazioni di Gio. P. Bellori, Rome, 1691, in-fol[14]. Il ajouta des médailles, des inscriptions et des trophées, à l’édition de la Columna Trajana, gravée par Pietro Santi Bartoli, Rome, 1673, in-fol., et, entre autres, quarante revers de médailles relatifs à l’expédition dans le pays des Daces. Ceux de ces ouvrages qui sont écrits en latin ont été, pour la plupart, insérés dans le Thesaurus antiquitatum Græc. et Roman. de Grævius et de Gronovius ; plusieurs de ceux qui le sont en italien ont été traduits en latin, et se trouvent dans le même recueil.